# Tim Roelofsen
Tim Roelofsen (Giethoorn 28 december 1987) is een voormalige Nederlandse langebaanschaatsster die uitkomt voor Team Corendon. Eerder maakte hij voor het seizoen 2007/2008 deel uitmaakte van Team Telfort, voor seizoen 2008/2009 zat hij in de KNSB Opleidingsploeg, in seizoen 2009/2010 reed hij voor APPM.

## Biografie
Tijdens het WK voor junioren werd hij tweede, achter wereldkampioen Sjoerd de Vries. Op de NK Afstanden van 2008 behaalde hij op de vijf kilometer een persoonlijk record en snoepte ruim zeven seconden af van zijn oude tijd. Tijdens datzelfde NK reed hij ook een persoonlijk record op de 1500 meter en kwam hij voor het eerst onder de 1.50 minuten. Tim zijn persoonlijk record op de incourante 3000m is bijzonder te noemen. Het is net geen Nationaal record (Douwe de Vries was ooit een fractie sneller met 3.39,46.) en het is de vijfde tijd ooit door een Nederlander gereden. Zie hier de 10 snelste 3000 meters ooit gereden. 
Hierna stopte Roelofsen met professioneel schaatsen. Voor seizoen 2013/2014 werd Roelofsen door zijn kameraad Jan Blokhuijsen bij Team Corendon gehaald.

## Persoonlijke records
| Afstand      | Tijd     | Datum         | Baan       |
| ------------ | -------- | ------------- | ---------- |
| 500 meter    | 36,29    | 12 maart 200  | Calgary    |
| 1000 meter   | 1.10,60  | 16 maart 2008 | Calgary    |
| 1500 meter   | 1.45,83  | 19 maart 2009 | Calgary    |
| 3000 meter   | 3.39,75  | 18 maart 2009 | Calgary    |
| 5000 meter   | 6.24,71  | 19 maart 2009 | Calgary    |
| 10.000 meter | 13.41,03 | 7 maart 2010  | Heerenveen |

## Resultaten
| Jaar | NK Afstanden                  | NK Allround | WK Junioren |
| ---- | ----------------------------- | ----------- | ----------- |
| 2007 |                               |             | Zilver      |
| 2008 |                               | 6e          |             |
| 2009 | 16e 1500m                     | 15e         |             |
| 2010 | 16e 1500m 10e 5000m           | 4e          |             |
| 2011 | 14e 1000m 10e 1500m 14e 5000m | 8e          |             |

### Medaillespiegel
| Kampioenschap | Goud | Zilver | Brons |
| ------------- | ---- | ------ | ----- |
| WK Junioren   | 0    | 1      | 0     |